# Лавріненко Юрій Андріянович

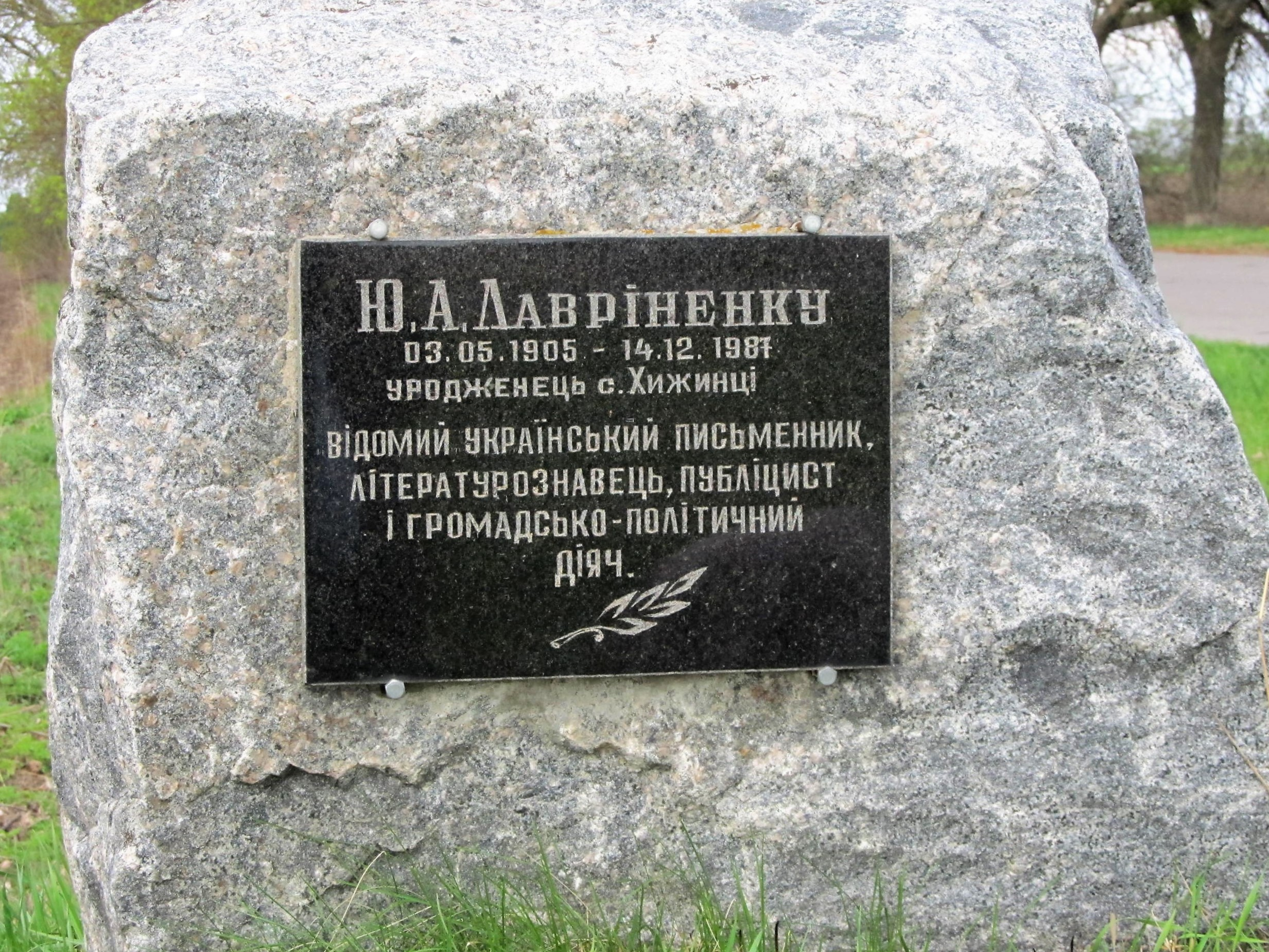

Лавріненко Юрій Андріянович (3 травня 1905, Хижинці, Звенигородський повіт Київської губернії — 14 грудня 1987, Нью-Йорк) — український літературознавець, публіцист, есеїст, критик, редактор, дослідник «Розстріляного відродження».

## Життєпис
Юрій Андріянович Лавріненко народився 3 травня 1905 року у с. Хижинцях Лисянського району. Навчався в Уманському агротехнікумі. В Умані прилучився до літературного життя.
Умань 1920-х років була центром багатьох значних і бурхливих подій, у тому числі й культурологічних. Там гастролював театр Леся Курбаса, працювали драмгуртки, філії літоб'єднань. До наймасовішої з них — «плужанської» прилучився Ю. Лавріненко став членом літературної організації «Плуг». Тут освоїв майбутній критик ази літературної роботи.
У 1926 році Лавріненко став студентом літературного факультету Харківського університету (тоді — Інститут профосвіти). Після закінчення університету в 1930 році став аспірантом Харківського науково-дослідного інституту ім. Т.Шевченка. Одночасно пише літературознавчі праці «Василь Елан-Блакитний» (1929), «Василь Чумак» (1930), «Творчість Павла Тичини» (1930).
Критична позиція Ю. Лавріненка щодо монополії в літературі стилю соцреалізму викликала підстави для його переслідування. У 1933 —1935 роках його було декілька разів арештовано, а з 1935 по 1939 рік Лавріненко відбував термін у Норильському концтаборі. Після відбуття терміну заслання він вибрав місцем життя м. Нальчик, там одружився і вже в роки війни пробрався до Києва, згодом до Львова.
З 1944 року Ю. Лавріненко жив в Австрії, потім в США, де важко входив в ритм і цінності американського життя. До того ж прогресувала хвороба, останні роки Лавріненко доживав зовсім калікою. Тим більшу повагу викликає дух ученого-патріота.
В 1950-х роках Ю. Лавріненко пише низку публіцистичних праць, на замовлення редактора Єжи Ґедройця укладає антологію «Розстріляне відродження». 

Юрій Лавріненко написав десятки досліджень про письменників-сучасників: М. Рильського, М. Семенка, Т. Осьмачку, Є. Маланюка, І. Сенченка, М. Бажана. Найбільше ж творчої уваги приділив П. Тичині, написавши дві ґрунтовні праці «На шляхах клярнетизму» (1977) і «Павло Тичина і його поема про Сковороду на тлі епохи». Загалом же бібліографія Лавріненкових творів складає майже триста позицій.
У 1959 році, з ініціативи й коштом Єжи Ґедройця, у Бібліотеці паризької «Культури» побачила світ найголовніша праця Ю. Лавріненка — антологія «Розстріляне відродження». Термін «розстріляне відродження» належить Єжи Ґедройцю. Вперше це формулювання з'явилося у листі Єжи Ґедройця до Юрія Лавріненка від 13 серпня 1958 року — як пропозиція назви антології, що її Лавріненко готував для Ґедройця: «Щодо назви. Чи не було би, може, добре дати як загальну назву: „Розстріляне відродження. Антологія 1917—1933 etc.“ Назва тоді звучала би ефектно. З другого боку, скромна назва „Антологія“ може тільки полегшити проникнення за залізну завісу. Що Ви думаєте?»

Видавець, Єжи Ґедройць, докладав значних зусиль, аби це видання стало відомим в Україні. Після виходу книги Ґедройць коштом редакції надіслав був рецензійні примірники на адресу Спілки Письменників у Києві й редакціям українських радянських журналів. Видавець також використовував кожну можливість поширення книги «за залізною завісою».

Антологія справила значний вплив на формування світогляду шістдесятників, а термін «розстріляне відродження», що народився у листуванні видавця (Єжи Ґедройця) та упорядника (Юрія Лавріненка), набув значного поширення.
З 1950 року і до смерті 14 грудня 1987 року Ю. Лавріненко жив у Нью-Йорку. Брав активну участь у створенні Об'єднання українських письменників (ОУП) «Слово». В 1986 році за свою працю був нагороджений премією Фундації Антоновичів.
Похований на українському православному цвинтарі в Баунд-Бруку, штат Нью-Джерсі.

## Праці
- «Василь Елан-Блакитний» [Архівовано 22 вересня 2020 у Wayback Machine.] (1929)
- «Василь Чумак» (1930)
- «Творчість Павла Тичини» (1930)
- «В масках епохи» (1948)
- «Соціалізм і українська революція» (1949)
- «Український комунізм і совєтсько-російська політика супроти України: анотована бібліографія, 1917—1953» (англ. мовою) (1953)
- «Розстріляне відродження» (Париж, 1959)
- «Зруб і парости» (збірка літературно-публіцистичних статей) (1971)
- «Василь Каразін» (1975)
- «На шляхах синтези клярнетизму» (1977)
- «Павло Тичина і його поема „Сковорода“ на тлі епохи» (1980)
- «Чорна пурга» (спогади) (1985)